# Manuální převodovka
Manuální převodovka je vícestupňová převodovka, u které o volbě (zařazení) konkrétního převodového stupně rozhoduje obsluha. Nezáleží přitom na tom, zda je k zařazení užita pouze síla lidské ruky, nebo posilovač či servomotor. Pojem manuální převodovka je antonymum k automatické převodovce. 

## Princip vícestupňové převodovky

Princip vícestupňové převodovky

Na obrázku je zjednodušený příklad funkce vícestupňové převodovky. Převodovka má možnost řazení pěti rychlostních stupňů v jednom směru a možnost zařazení jednoho zpětného chodu.
Animací je znázorněno, jak se dostávají do záběru jednotlivá přenosová kola a tím se mění otáčky (úhlová rychlost) a moment síly na výstupní hřídeli. Vstupní (hnací) hřídel je značena zeleně, výstupní (hnaná) hřídel je značena světle modře, předlohová hřídel je značena červeně. Zpětný chod (reverzace) je zajištěn oranžovým ozubeným kolem.